# Deltocyathus andamanicus
Espèce
Statut CITES
Deltocyathus andamanicus est une espèce de coraux appartenant à la famille des Deltocyathidae ou Caryophylliidae.